# 秋田县立金足农业高等学校
秋田县立金足农业高等学校（日语：秋田県立金足農業高等学校）是位于日本秋田县秋田市的一所县立农业高等学校。该校棒球队在2018年全國高等學校棒球锦标赛中成为秋田县繼第一屆大會後，103年以来第二支进入总决赛的队伍，也是繼第17屆大會嘉義農林學校以後，77年以來第二間打進總決賽的農業學校，该校棒球队最终获得亚军。

## 校友名人
- 小野和幸
- 石山泰稚
- 吉田輝星